# BV-4243
La BV-4243 és una carretera del Berguedà que discorre pels termes municipals de Berga i de Castellar del Riu. La B correspon a la demarcació de Barcelona, cosa que indica la seva antiga pertinença a la Diputació de Barcelona. Actualment pertany a la Generalitat de Catalunya, i la V a l'antiga xarxa de carreteres veïnals.
Té l'origen en el punt quilomètric 1,7 de la carretera BV-4242, des d'on surt cap a l'oest per, amb moltes giragonses, seguir la direcció mestra del nord-oest. Passa per la vall del nord del Santuari de la Mare de Déu de Queralt, un tros per la riba esquerra de la riera de Metge. Després s'enfila pel vessant nord d'aquesta vall, cap al poble d'Espinalbet, on arriba en poc més de 3 quilòmetres. Tot seguit gira cap a l'oest-sud-oest, fins que arriba a l'extrem de llevant del Pla de Campllong, on torna a canviar de direcció, ara cap al nord-oest, deixant Castellar del Riu a baix i al sud-oest en el quilòmetre 8, i continua cap al nord-oest i nord fins a passar el Refugi dels Rasos de Peguera al costat de llevant de la carretera, i acabar d'arribar a l'estació d'esquí de Rasos de Peguera en una mica més de 13 quilòmetres de recorregut total.
En el darrer tram, poc després del punt quilomètric 12, la carretera presenta un doble recorregut que forma un llaç en la capçalera del torrent de la Comabona, on hi ha l'estació d'esquí. En els seus 13,571 km. de recorregut total salva un desnivell de 977,7 metres.
Es va iniciar la construcció d'aquesta carretera al març de 1971 i va ser inaugurada a l'octubre de 1973.